# AnnKas

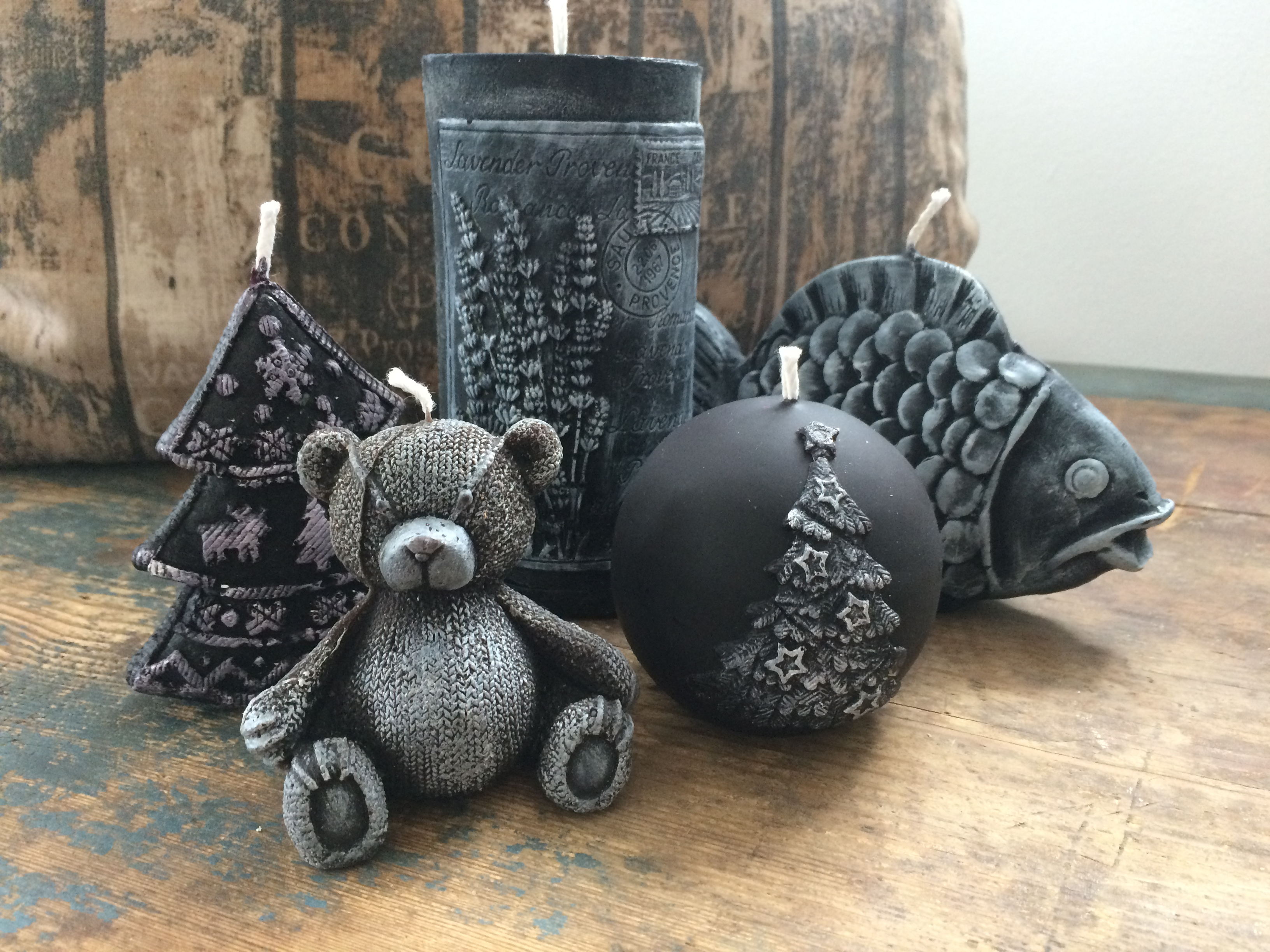
Netradiční sada svíček ze včelího vosku

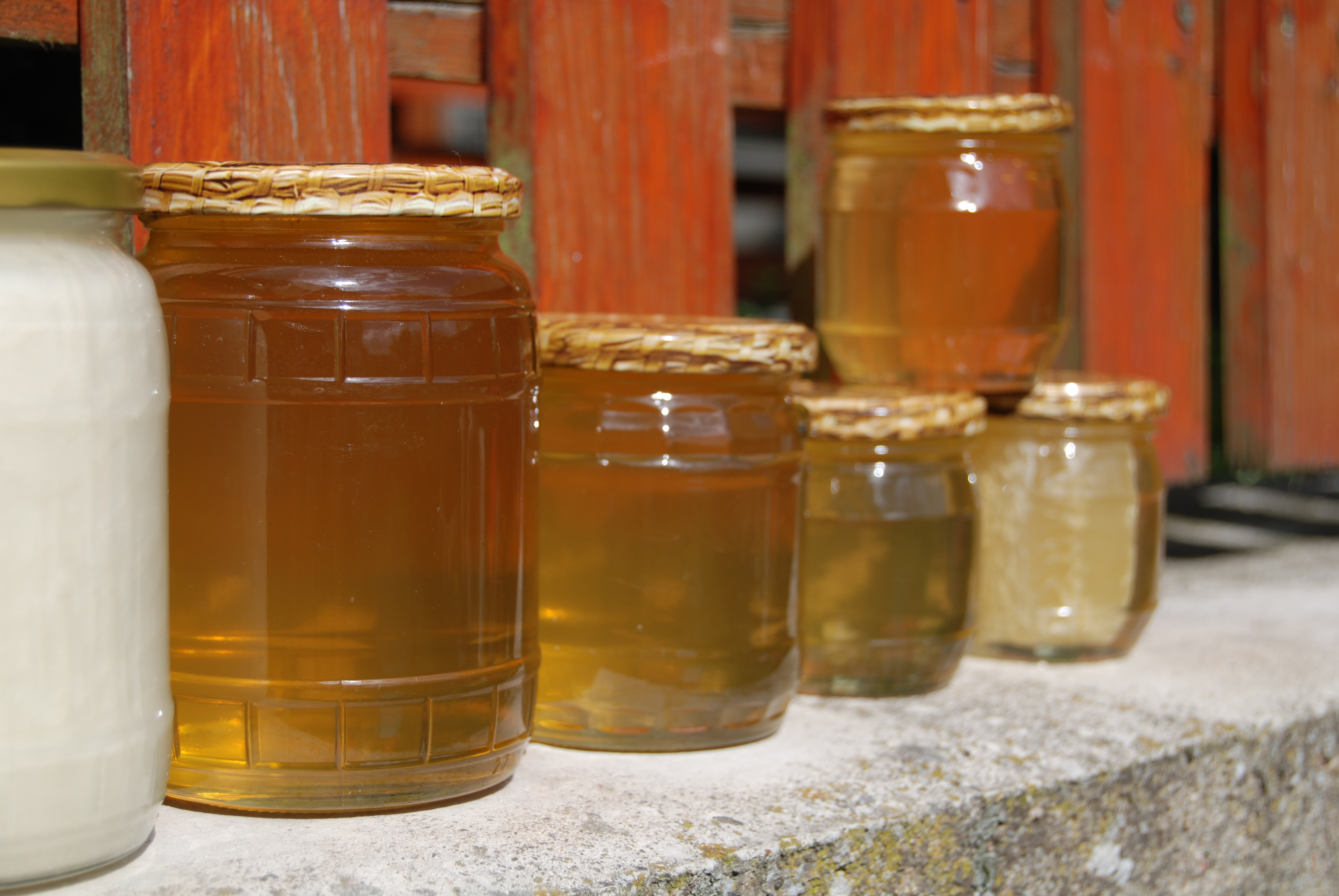
Nabídková sada medů

AnnKas s.r.o. je česká firma vyrábějící včelařské produkty (med, svíčky ze včelího vosku apod.), bylinné produkty a slouží také jako vzdělávací středisko. Firmu založily v roce 2015 Andrea Novotná a Kateřina Svobodová. Firma funguje na principu sociálního podnikání.[zdroj?] Sídlí ve vesnici Dubičná na pomezí Ústeckého a Libereckého kraje.
V roce 2015 Andrea Novotná a Kateřina Svobodová se svým podnikatelským záměrem sociálního podniku coby včelí farmy a vyhrály regionální kolo soutěže Rozjezdy roku. V regionu s vysokou nezaměstnaností chtěly výrobou svíček, ozdob, kosmetiky či cukrovinek ze včelích produktů dát práci lidem znevýhodněným na trhu práce.
Od roku 2019 zůstala ve firmě pouze Andrea Novotná, která se svou rodinou a několika spolupracovníky rozšiřuje nabídku farmy. Momentálně[kdy?] nabízí nejen včelí produkty, ale také exkurze, vzdělávání a apiterapii. Samozřejmě se zabývá chovem včel.[zdroj?]